# Sjamanisme

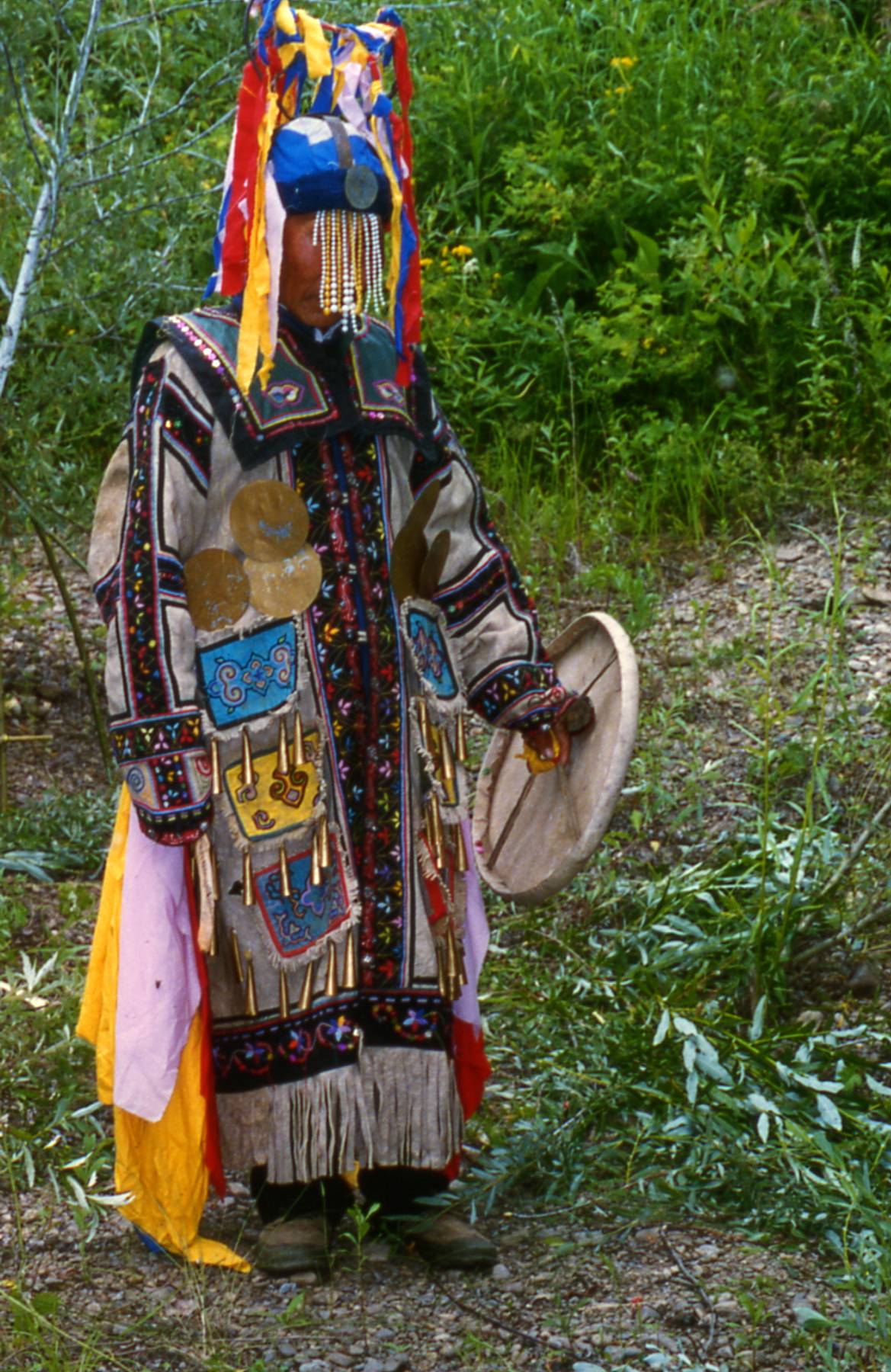
Chuonnasuan (1927-2000) was de laatste sjamaan van de Oroqen
foto uit juli 1994 in Mantsjoerije; vlak bij de Amoergrens tussen China en Rusland (Siberië)

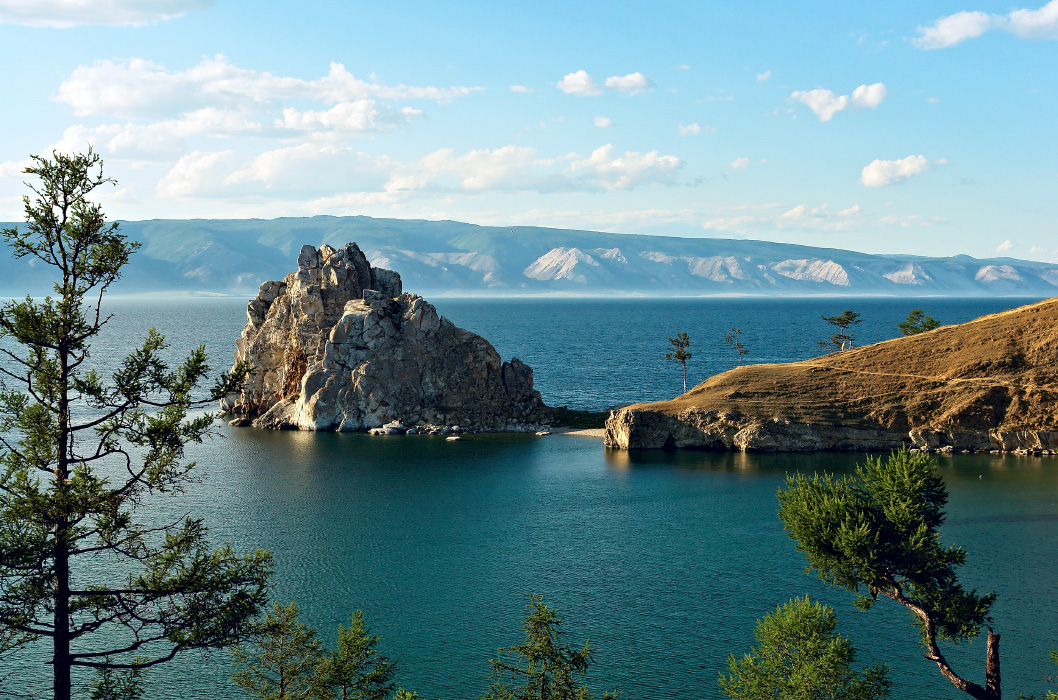
Sjamanka; een heilige rots binnen het sjamanisme (en een van de negen meest heilige plaatsen van Azië)

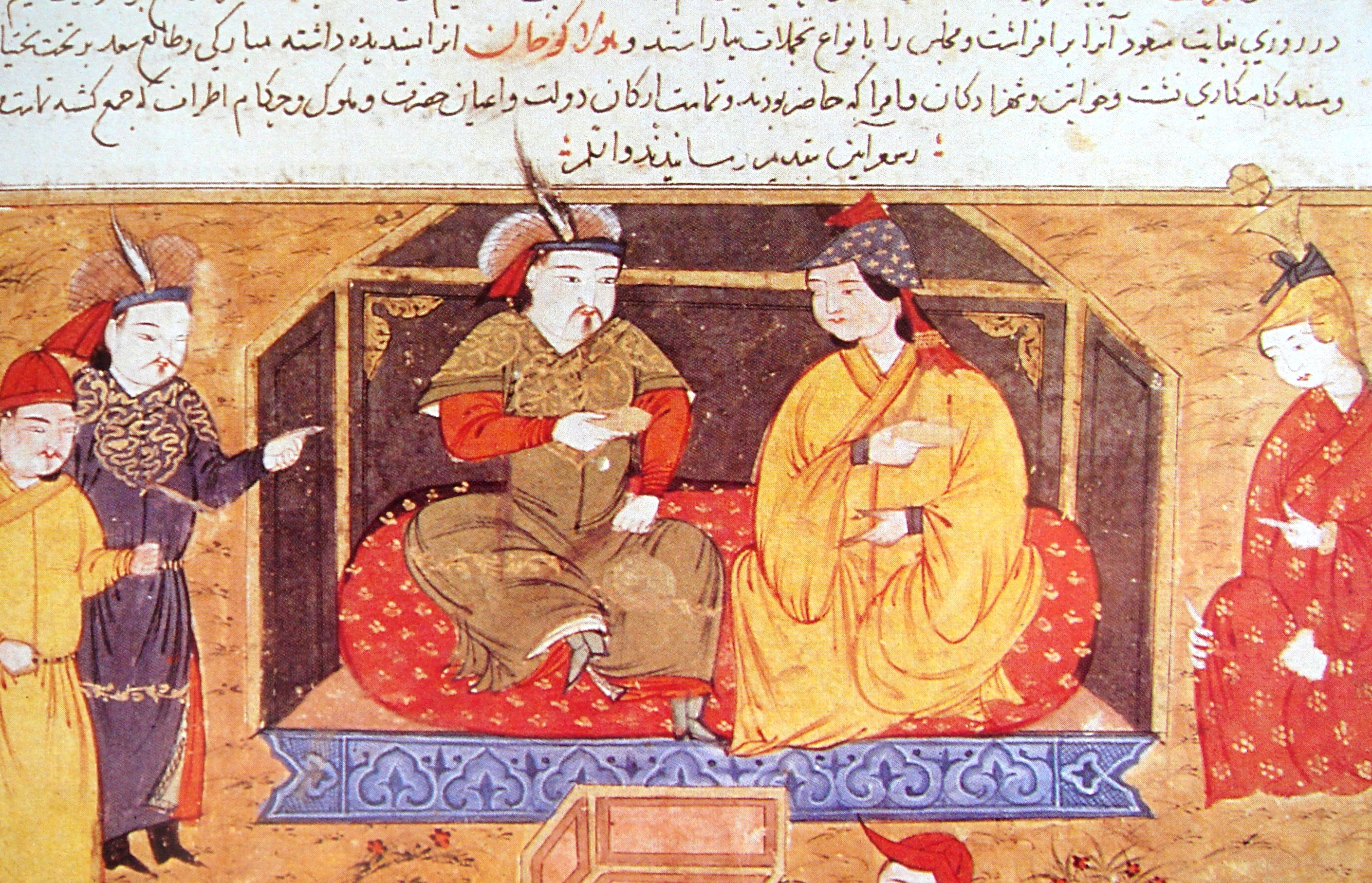
Sjamanist Hulagu Khan (ca. 1217–1265, kleinzoon van Dzjengis Khan) en zijn christelijke vrouw Doquz Khatun die de kinderen een christelijke opvoeding gaf, veertiende eeuw

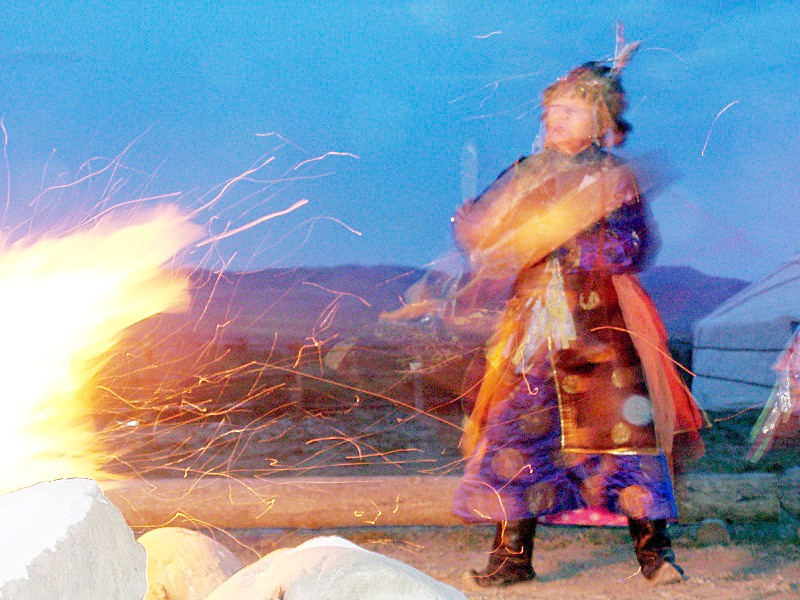
Sjamaan Ai-Churek (Moon Heart) tijdens een vuurceremonie van de Toevanen, 2001

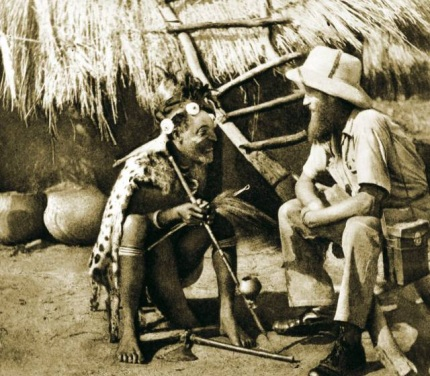
Kazimierz Nowak spreekt met een Pygmee sjamaan, 1931-1936

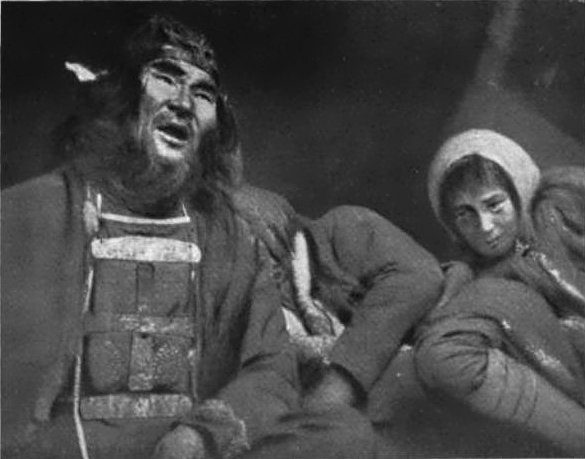
Sjamaan bij de Ketten, 1914

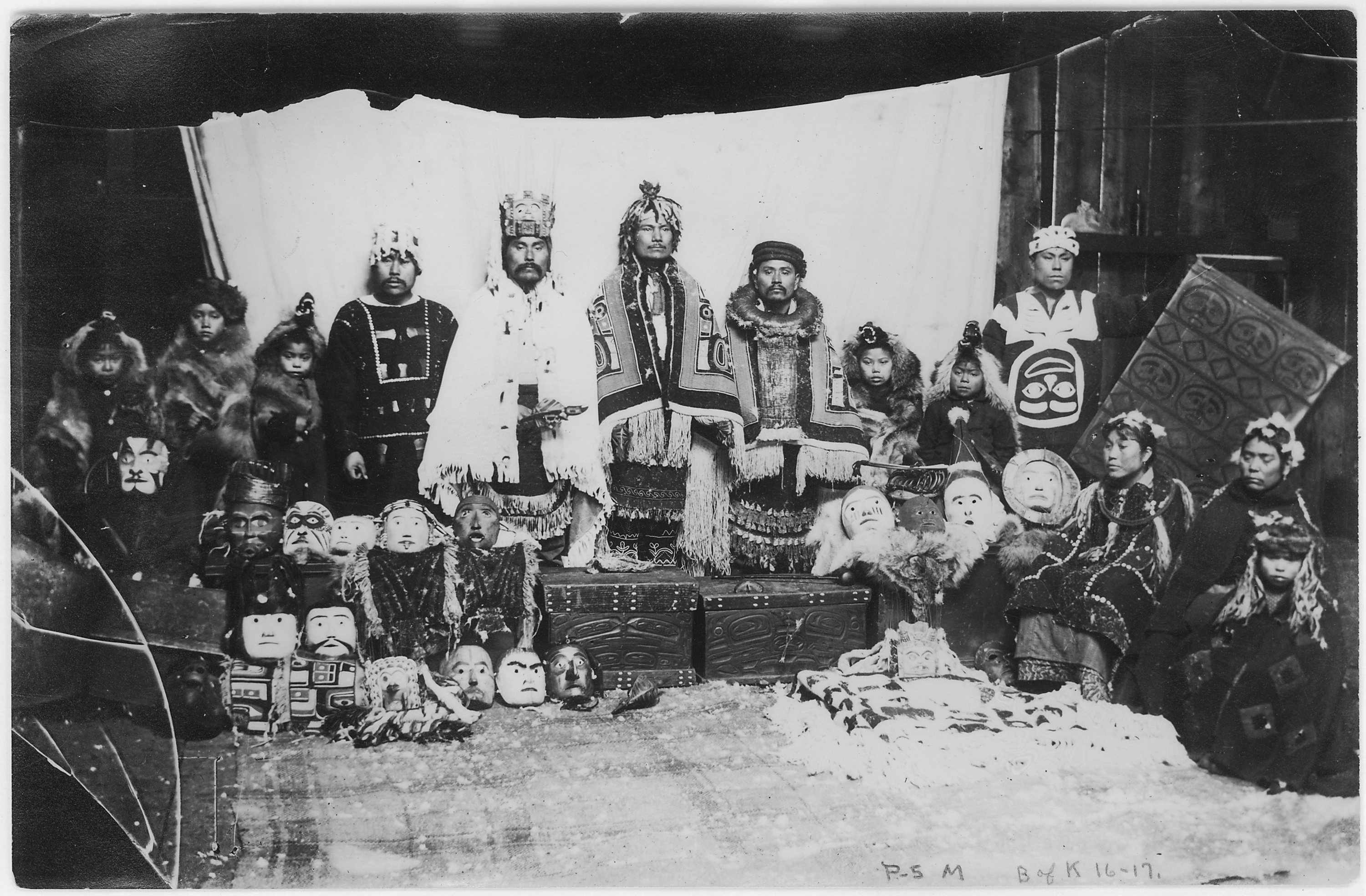
Ceremoniële bijeenkomst van Indiaanse sjamanen

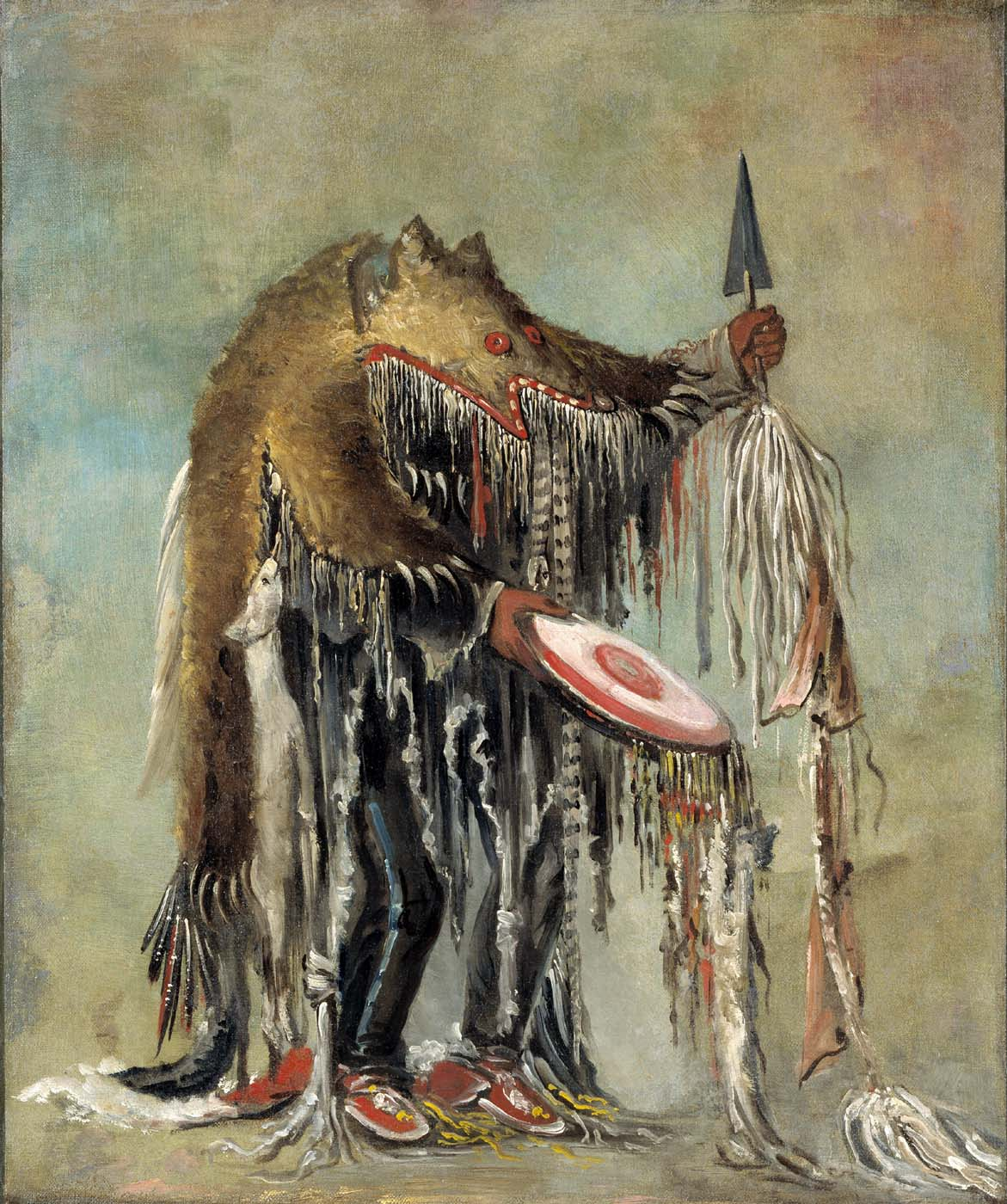
Medicine Man, Performing His Mysteries over a Dying Man, George Catlin, 1832, Smithsonian American Art Museum

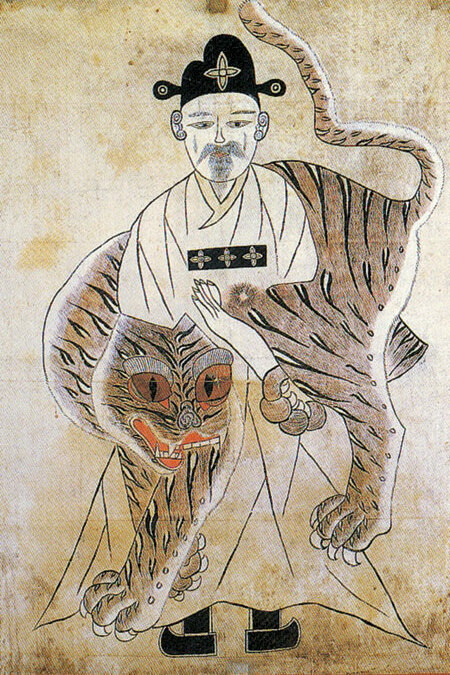
Sjamanisme in Korea, negentiende eeuw
De tijger staat afgebeeld op het wapenschild van de Russische kraj Primorje en wordt door veel nationale Russische volkeren in het Russische Verre Oosten die het sjamanisme aanhangen vereerd.

Sjamanisme is een streven naar het manipuleren van bovennatuurlijke machten door een sjamaan die contact zou kunnen maken met geesten en de geestenwereld, veelal om op die manier door geesten veroorzaakte ziektes te genezen. Het komt en kwam voor in diverse culturen en traditionele geloven verspreid over de hele wereld, met elk hun rituelen en praktijken.
De term sjamanisme komt van het Toengoezische šaman; ša betekent weten, een sjamaan is iemand die weet. Het stamt waarschijnlijk via het Chinese sha-men, een boeddhistische monnik, af van het Sanskriet sramana (श्रमण), asceet.

## Definitie
Mircea Eliade stelde dat sjamanisme vooral een techniek is om tot extase te komen en in de strikte vorm een religieus fenomeen uit Siberië en Centraal-Azië is.:4 Hij beschreef echter voorbeelden van over de hele wereld.
Max Deeg gaf als kenmerken:
- Extase, soms bereikt door middel van geestverruimende middelen
- Verschillende vormen en riten van inwijding, vooral ritueel doden en/of ontleden en een daaropvolgende wedergeboorte
- Reis naar de hemel of naar het hiernamaals
- De transformatie in een dier (theriomorfisme) op zijn reis naar de hemel of naar de andere wereld
- De speciale kennis van de sjamaan waaronder geneeswijzes, vaak verworven op zijn reis naar het hiernamaals
- Het bestaan van vaak theriomorfe geesten die de sjamaan aanstellen of hem vergezellen op zijn reis en hem beschermen
- Bepaalde kosmologische opvattingen, zoals de axis mundi
- De sjamaan gebruikt vele typische symbolen en instrumenten met als belangrijkste de trommel en heeft een aparte verschijning

Volgens Ronald Hutton zijn er vier verschillende definities voor sjamanisme:
- in contact komen met een geestenwereld in een veranderde toestand van bewustzijn
- bovenstaande, maar dan in opdracht van anderen
- het gebruik van technieken die niet gebruikt worden door andere magisch-religieuze specialisten die met geesten in contact treden, zoals mediums, medicijnmannen, spirituele genezers en profeten. Problematisch is dat er geen overeenstemming is over de onderscheidende techniek
- de inheemse religie van Siberië en aangrenzende delen van Azië. Problematisch is dat sjamanisme slechts een onderdeel is van deze religies

Sjamanisme is gebaseerd op de veronderstelling dat de zichtbare wereld met onzichtbare krachten of geesten is doordrongen die het leven van de levenden beïnvloeden. In tegenstelling tot animisme en animatisme, dat gewoonlijk door een groot aantal leden van een maatschappij wordt beoefend, is voor sjamanisme gespecialiseerde kennis of capaciteit vereist. Sjamanen zijn echter niet georganiseerd in fulltime rituele of geestelijke verenigingen, zoals priesters.
Sjamanisme is meer een techniek dan een filosofie of organisatie. Het meest kenmerkende aspect van sjamanisme is dat de sjamaan direct contact maakt met de geestenwereld door in trance te geraken. 
Mircea Eliade gaf de definitie; een sjamaan specialiseert in een trance waarin zijn/haar ziel wordt geacht het lichaam te verlaten en op te stijgen naar de hemel of af te dalen in de onderwereld en noemt de sjamaan technicus van het heilige.

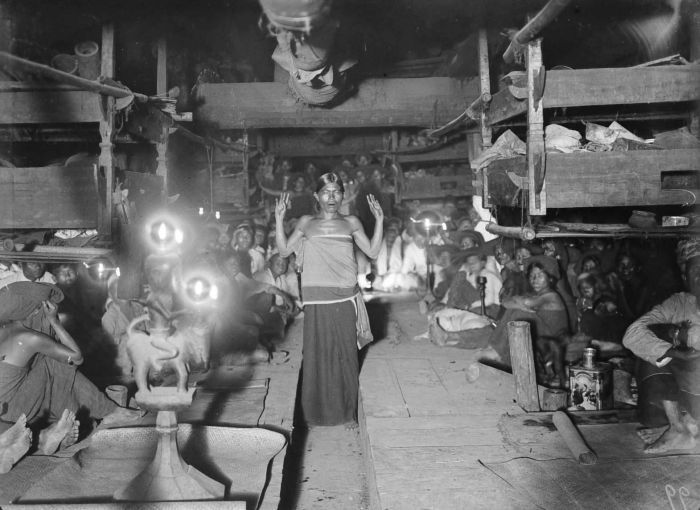
Dansende goeroe sibaso (vrouwelijke Karo Batak sjamaan) in trance bij de peroemah bégoe ceremonie in het huis van Pa Mbelgah te Kabandjahe Sumatra, 1914-1919, Wereldmuseum Amsterdam
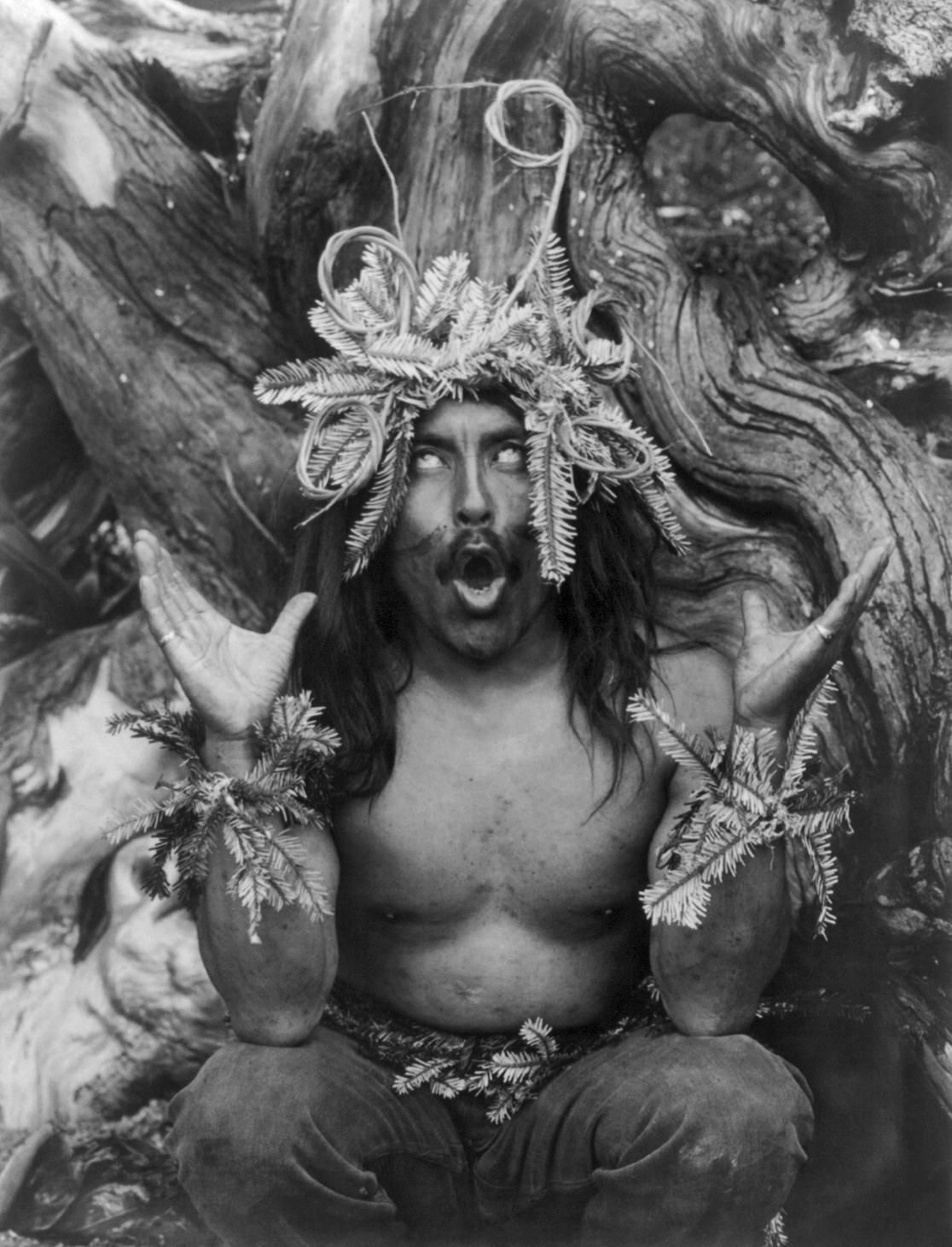
Hamatsa sjamaan (Kwakwaka'wakw) tijdens een initiatie-rite, 13 november 1914
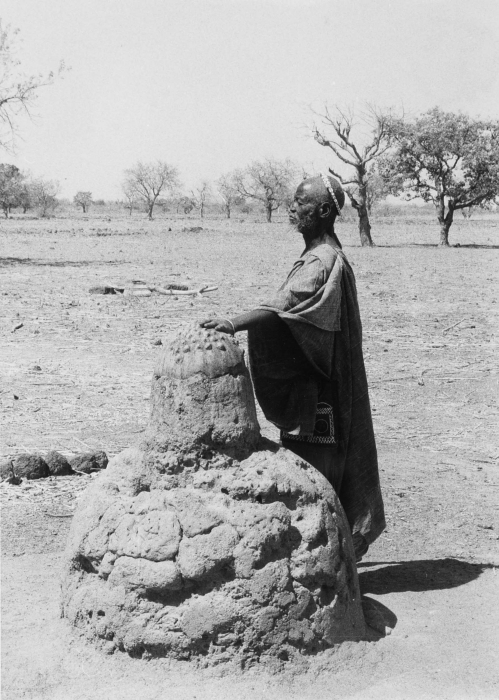
Waarzegger, medicijnman en magiër van de Mossi. Ook is hij de bewaker en priester van het hier getoonde heiligdom bestaande uit een kleizuil op sokkel.
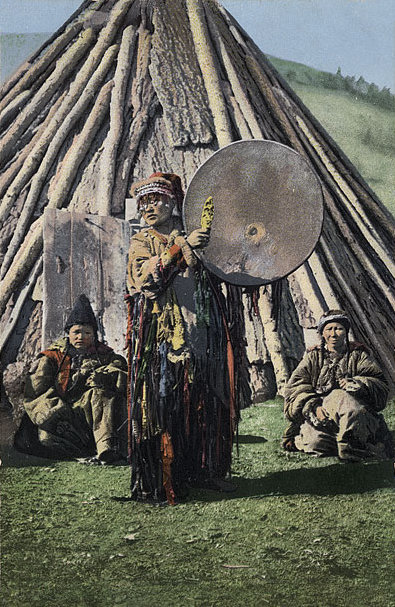
Altajse of Chakassische sjamaan beslaat de tamtam (foto:Sergej Borisov, begin twintigste eeuw)
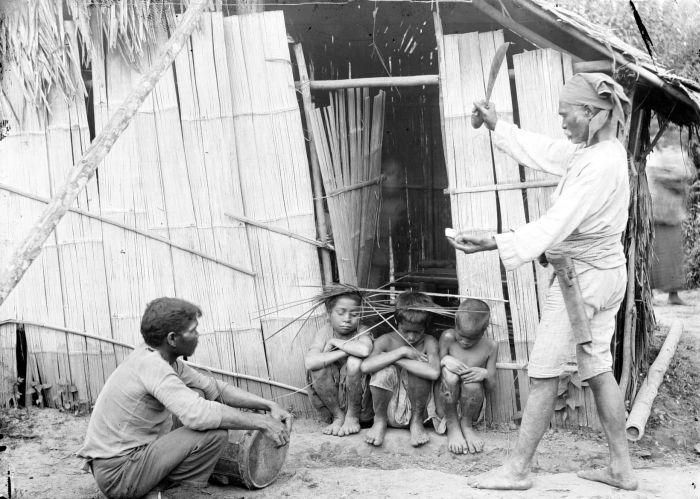
Een sjamaan op Zuid-Boeroe bezweert boze geesten de kinderen te verlaten, waarbij hij een geldstuk en een sirihnoot offert
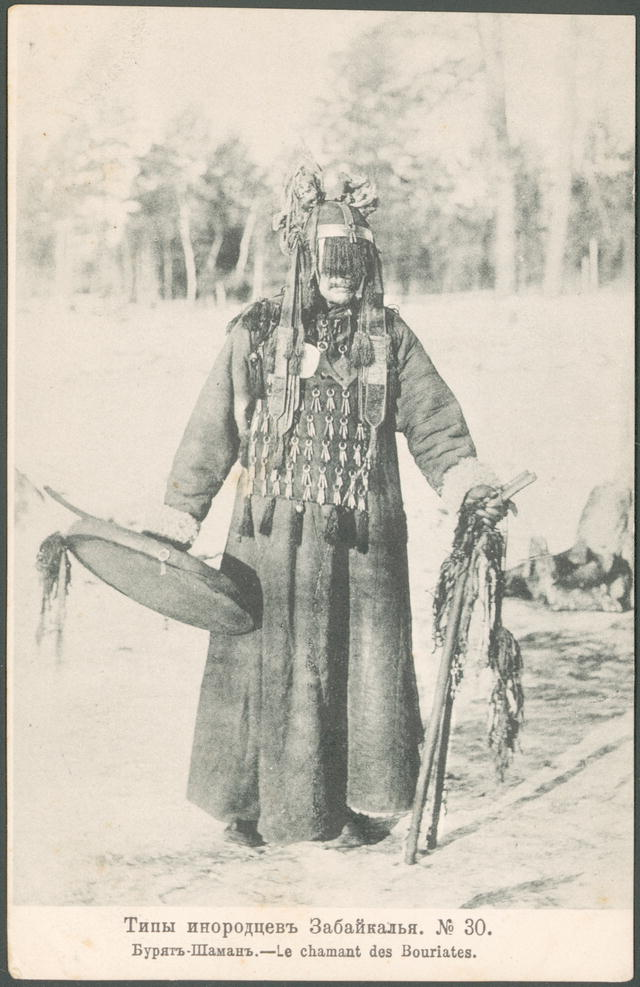
Een sjamaan uit Boerjatië, 1904

## Sjamaan, medicijnman of andere benamingen
Een sjamaan wordt ook wel medicijnman genoemd. Beide termen worden door elkaar gebruikt, alhoewel er wel degelijk verschil bestaat tussen een sjamaan en (Indiaanse) medicijnman. Westerse antropologen gebruiken de term sjamanisme zowel voor de praktijken van sjamanen als medicijnmannen.
Antropologen en etnologen beschrijven vormen van sjamanisme die overal verschillend kunnen zijn en soms samenvallen met andere functies, zoals stamhoofd. Er werden (en worden) nog andere termen gebruikt voor de beoefenaar van sjamanisme, zoals priester, ritueel-specialist, heler, medium, orakel, kruidendokter, heks of tovenaar.
De lokale benaming voor de sjamaan verschilt per gebied. 
- Bij de Nenetsen tadibya.
- Bij de Batak komt de guru (soms goeroe) of datu voor. Deze figuur is een tovenaar-heler-sjamaan, kortweg een ritueel specialist. De kennis van de datu kan worden onderverdeeld in de vaardigheid leven in stand te houden, de vaardigheid leven te vernietigen en waarzeggerij. In pushata staan gebeden, spreuken en magische formules, recepten en soms ook wicheltekens genoteerd. Het is een wichelboek met formules, recepten en voorschriften die worden toegepast door de een datu. De teksten in het wichelboek handelen over de kunst van het onderhouden van het leven (onder andere recepten van medicijnen), de kunst van het vernietigen van het leven en de kunst van waarzeggerij. Het wichelboek is door de datu zelf samengesteld en geschreven.
- Wat de belian was bij diverse groepen in de binnenlanden van Borneo (bijvoorbeeld bij de Dajak), was de walian in Noord-Celebes.
- Op Sumatra komt de doekoen voor.
- Inheemse Surinamers kennen de piai of piaiman.
- De Mapuche kennen de machi.
- De Ojibwa kennen de Midewin, Midewiwin, Midewinin, Midew of Jessakkid[5]
- In China wordt al melding gemaakt van de (mannelijke of vrouwelijke) wu (巫) tijdens de Shang-dynastie. Tijdens de Zhou-dynastie wordt een mannelijke sjamaan  xi (覡) genoemd. Andere benamingen voor een vrouwelijke sjamaan zijn nüwu (女巫), wunü (巫女), wupo (巫婆) en wuyu (巫嫗). Een andere benaming voor een mannelijke sjamaan is nanwu (男巫).
- In Peru de curanderos.
- In de Oudnoorse en Germaanse cultuur waren het er meestal veelkundige vrouwen, die Spákona of Völva werden genoemd.
- De Kelten hadden hun bekende Druïden en de vrouwelijke zieneressen, veleta.
- Babaylan in de Visayas.

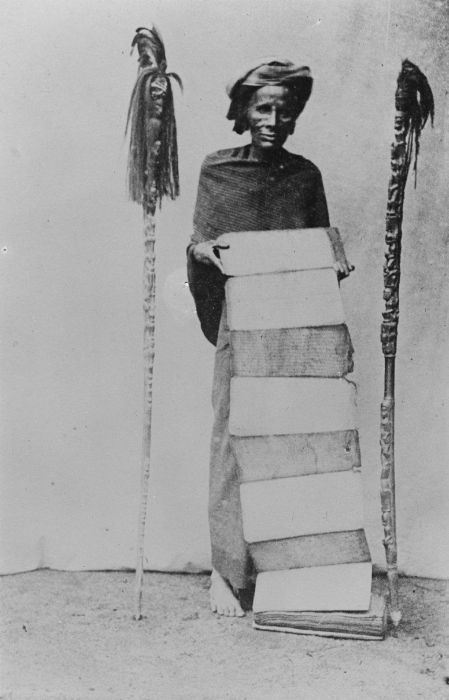
Portret van een Batak datu met een wichelboek en toverstaven
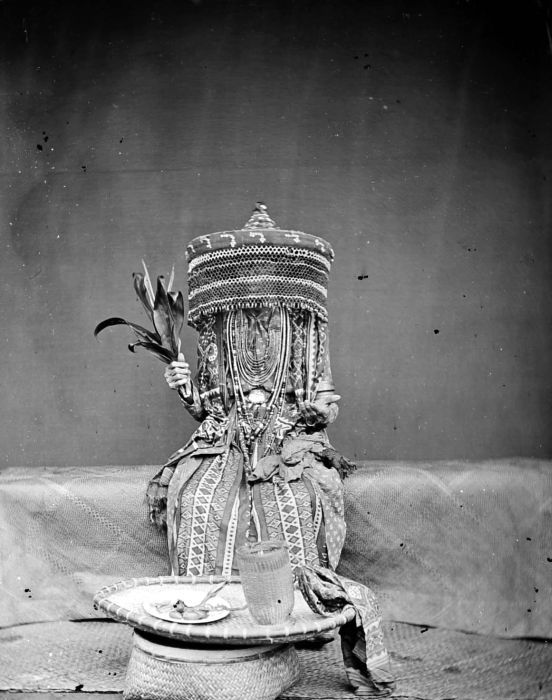
Portret van een walian, Noord-Celebes
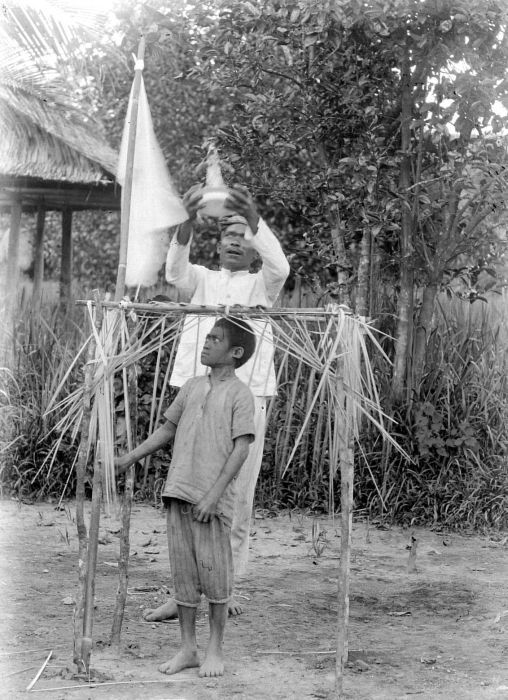
Een sjamaan behandelt een ernstig zieke jongen op Buru
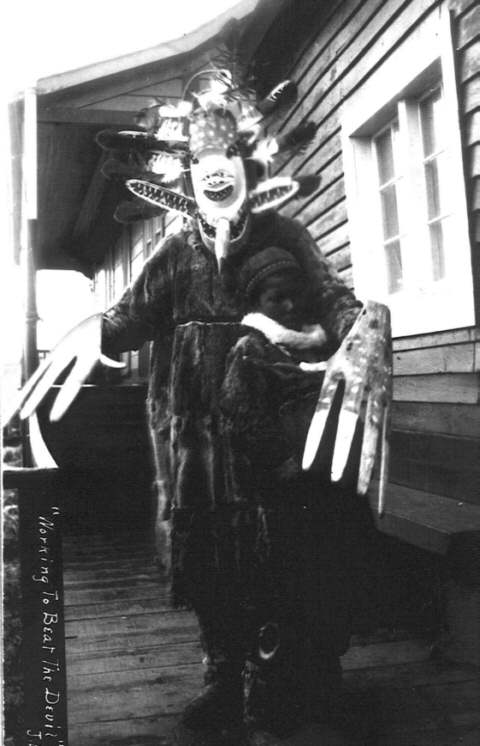
Eskimo-medicijnman drijft kwade geesten uit bij een jongen, ca. 1890
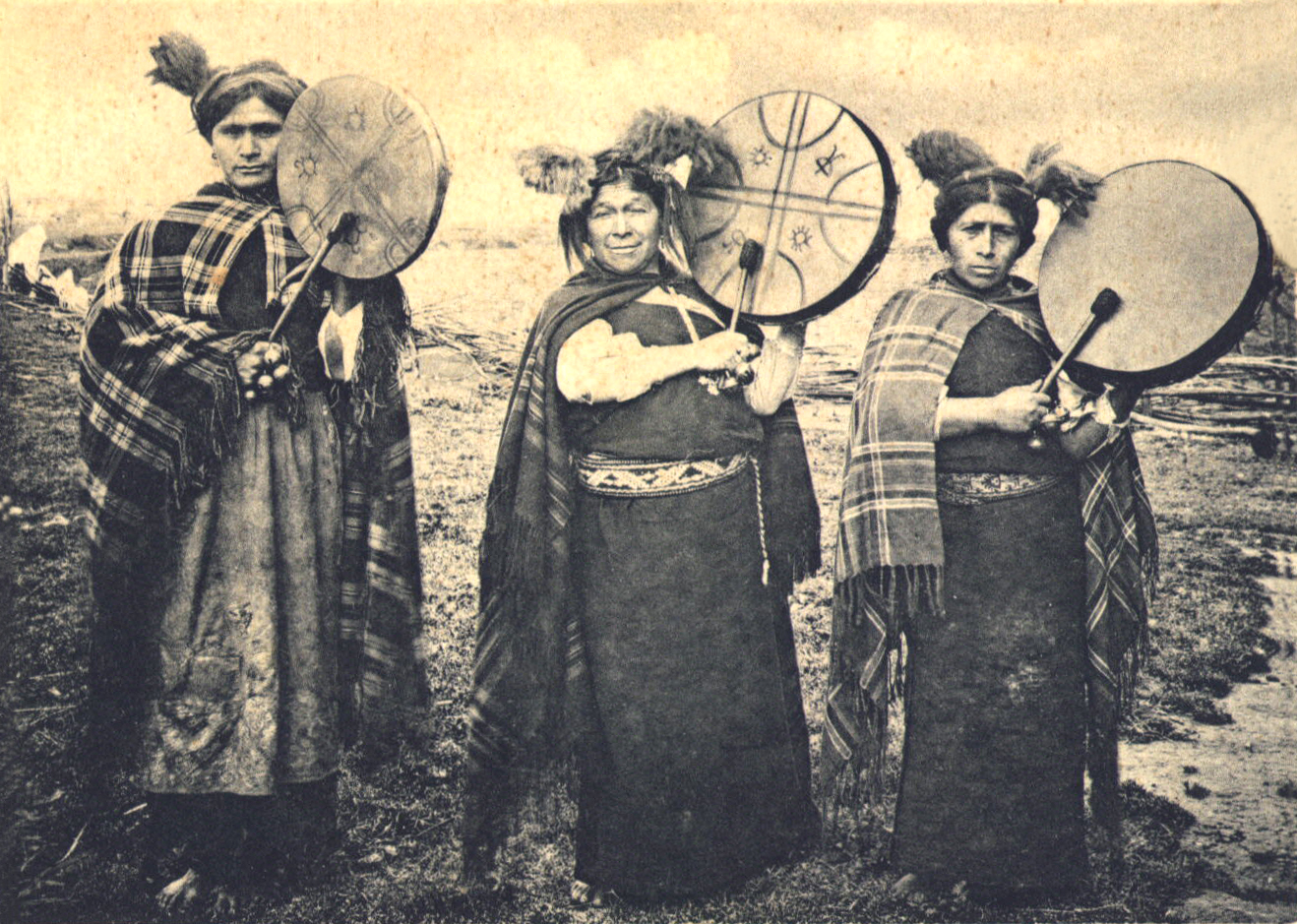
Machi bij de Mapuche, 1903
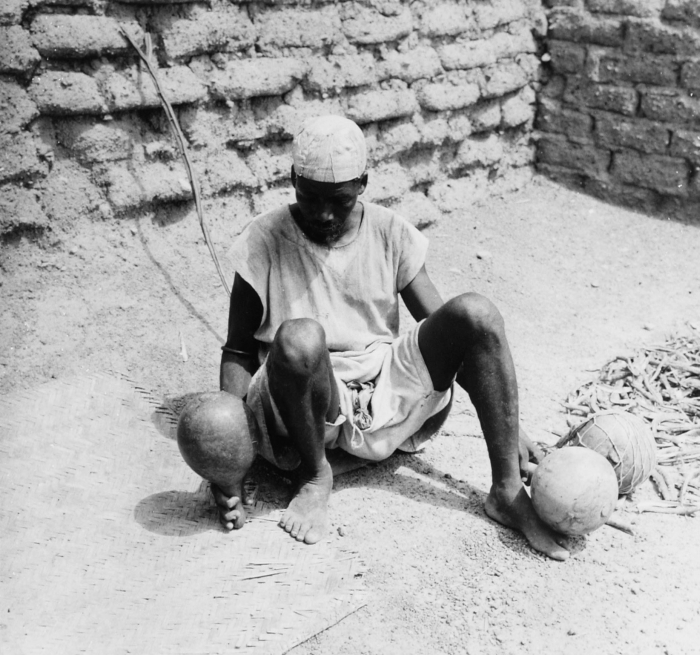
Een bogin praat met de djinns (geesten) tijdens een consult, 1970
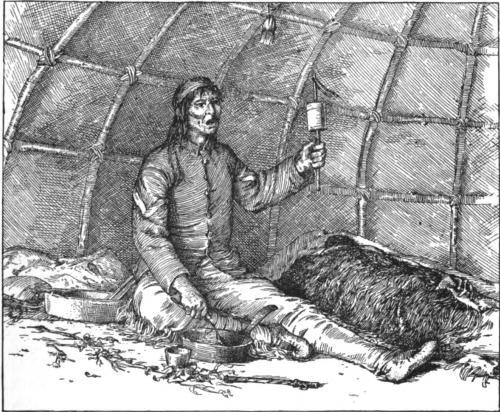
Midewin bereidt medicijnen, 1891
Hanzi voor wu
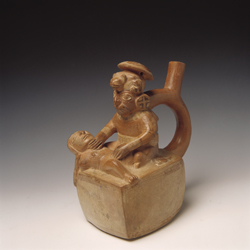
Een curandero afgebeeld op een vaas van Moche-aardewerk

Bij de Jakoeten werd de sjamaan beschouwd als de knecht van de geesten. Zowel mannen als vrouwen konden sjamaan worden, maar vrouwen werden beschouwd als machtiger. Zenuwaandoeningen werden beschouwd als een teken dat iemand was verkozen door de geesten. Sjamanen hadden bij de Jakoeten als belangrijkste taken de genezing van zieke mensen en het voorkomen van rampen. Ook diende de sjamaan als waarzegger. Smeden werden gerelateerd aan de sjamanen en smeden behandelden ook ziekten en konden ook profetische voorspellingen doen of advies geven. De smid werd ook toegedicht macht te hebben over de geesten, omdat gedacht werd dat geesten bang waren voor het geluid van ijzer. Rond 1820 waren bijna alle Jakoeten bekeerd tot het Russisch-orthodoxe geloof, maar dit geloof werd en wordt vaak vermengd met oude sjamanistische gewoontes.

## Geschiedenis
Sjamanisme komt al voor tijdens de Shang-dynastie.
Er zijn sjamanistische rituelen beschreven door buitenstaanders, zoals een seance van de Saami in de Historia Norwegiæ (twaalfde eeuw). In de Finse mythologie worden sjamanistische rituelen beschreven en uit diverse grotschilderingen kan ook afgeleid worden dat sjamanisme een belangrijke invloed had op de oude Finnen.
De Oirat-Mongolen worden in de dertiende eeuw voor het eerst genoemd als een bosvolk dat door sjamanistische stamhoofden werd geregeerd. Veel sjamanistische mythen uit Mongolië gingen verloren in de zestiende eeuw, toen het Tibetaans boeddhisme werd ingevoerd. In Siberië kwam het al in de tiende eeuw onder druk te staan.
Tot de zeventiende eeuw hingen de Kalmukken het sjamanisme aan, waarna ze overgingen op de Gelugpa. Ook zijn er veel volken die zich officieel bekeerden, maar toch ook het sjamanisme bleven volgen (zoals de Negidalen en Dolganen).
De Russisch-orthodoxe Kerk en vanaf 1917 de communisten vervolgden sjamanen, bijvoorbeeld bij de Oedegeïers, Ketten, Evenken en Evenen.
De Nenetsische sjamaan werd geclassificeerd naar spirituele trouw en functie en naar ervaring. In de achttiende eeuw begonnen missionarissen van de Russisch-orthodoxe Kerk te evangeliseren. Nenetsen die zich niet wilden bekeren, vluchtten naar West-Siberië, waarbij naar verluidt hun goden werden verbrand en vernietigd, wat weer leidde tot haat en wrok onder de Nenetsen. In Siberië ontstonden ook onrusten door de gedwongen bekeringen tot het christendom, de extreem hoge belastingen en uitbuiting door handelaren. Met name in de negentiende eeuw kwamen de Nenetsen daar regelmatig in opstand. In de jaren 1870 werd een gedeelte van de Nenetsen gedwongen zich te hervestigen op Nova Zembla.
Het overheidsbeleid om de jeugd te vervreemden van de taal en gebruiken van het volk, zo werden ze bijvoorbeeld al jong uit huis geplaatst, leidde tot opstanden. Zoals de Kazymopstand, waarna het Chantische culturele en religieuze (sjamanisme) leven volledig onder controle van de staat werd gebracht en waar dit de groot-communistische gedachte niet ondersteunde volledig werd verboden.
In 1957 werd een decreet uitgevaardigd, waarbij de overheid het wettelijke recht kreeg op de kinderen van de nomadische volkeren vanaf het moment dat ze werden geboren tot het moment dat ze hun onderwijsperiode hadden voltooid.
Naast groepen die zich bekeerden of juist het oude geloof bleven aanhangen, ontstonden religieuze bewegingen zoals het boerchanisme (met elementen uit het sjamanisme en lamaïsme) als een symbool tegen de Russische kolonisatie. Deze religie gelooft dat de, van Dzjengis Khan afstammende, mythische Oirat Khan terug zal komen als messias om de Altaj te bevrijden van de Russische overheersing en het christendom en hen zou laten terugkeren naar de situatie van voor de Russische en Chinese overheersing.

## Huidige tijd
Ondanks vervolging zijn op veel plaatsen nog sjamanistische rituelen tot in de huidige tijd blijven bestaan. De Korjaken zijn tot de dag van vandaag nog grotendeels sjamanisten. Door bijvoorbeeld plaatsing op de Lijst van meesterwerken van het orale en immateriële erfgoed van de mensheid wordt geprobeerd om sjamanistische rituelen ook voor de toekomst te bewaren. Voorbeelden zijn Boysun, Danoje en Ganggangsullae.
Ashiq staat symbool voor de Azerbeidzjaanse cultuur. Een ashiq is vergelijkbaar met een mystieke troubadour, die zingt en zich begeleidt op het saz instrument. Deze traditie heeft zich vanuit de sjamanistische filosofie van de oude Turkse volkeren ontwikkeld. Ashiq muziek is in 2009 door de UNESCO uitgeroepen tot meesterwerk van het orale en immateriële erfgoed van de mensheid.
Het voor-islamitische sjamanisme heeft zijn sporen achtergelaten in het volksgeloof van Hunza. Zo hebben kinderen soms donkere make-up rond de ogen om berggeesten af te weren.
Nog altijd bestaan er volken die volledig zijn afgezonderd van de buitenwereld en hier komt sjamanisme nog altijd voor, zoals bij de Akuntsu. 
Op Bali en Borneo wordt nog contact gezocht met natuurgeesten en in de mythologie spelen deze figuren nog altijd de hoofdrol. De meeste Monpas behoren tot de gelugsekte van het Tibetaans boeddhisme en de sjamanistische bön.
Sinds 1991 is het beoefenen van religie, zoals Tibetaans boeddhisme en traditioneel sjamanisme, weer toegestaan in Mongolië.

## Afbeeldingen

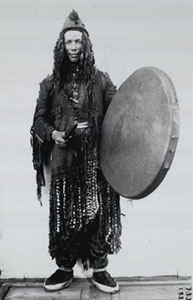
Sjamaan bij de Joekagieren, 1902
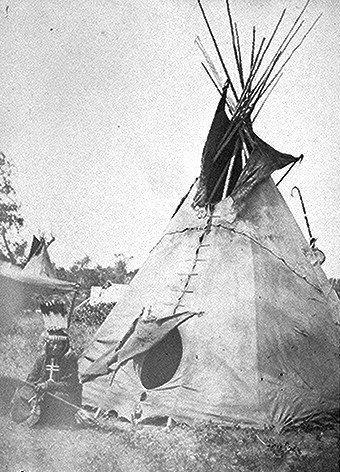
Medicijnman Little Big Mouth voor zijn tipi, Oklahoma, 1869
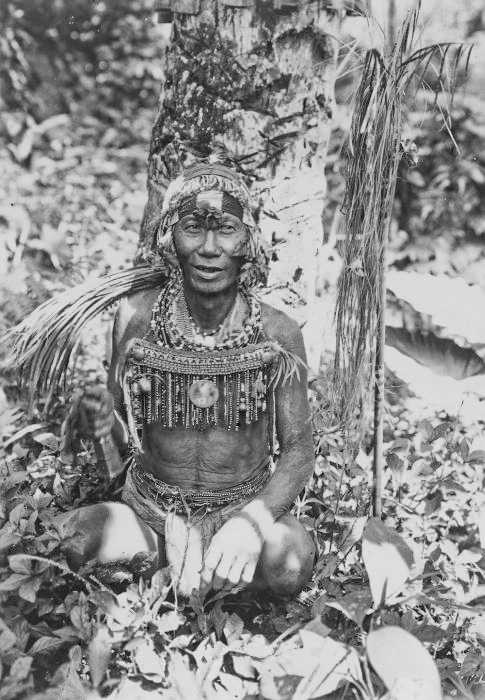
Medicijnman op de Mentawai-eilanden, 1900-1940
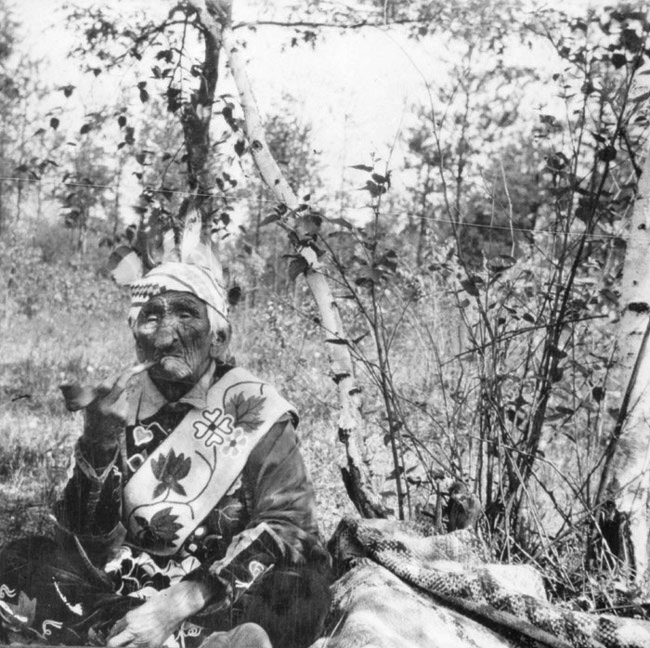
Ga-Be-Nah-Gewn-Wonce of Kay-bah-nung-we-way (Wrinckled Mead) was een Ojibwe-medicijnman uit Cass Lake, Minnesota
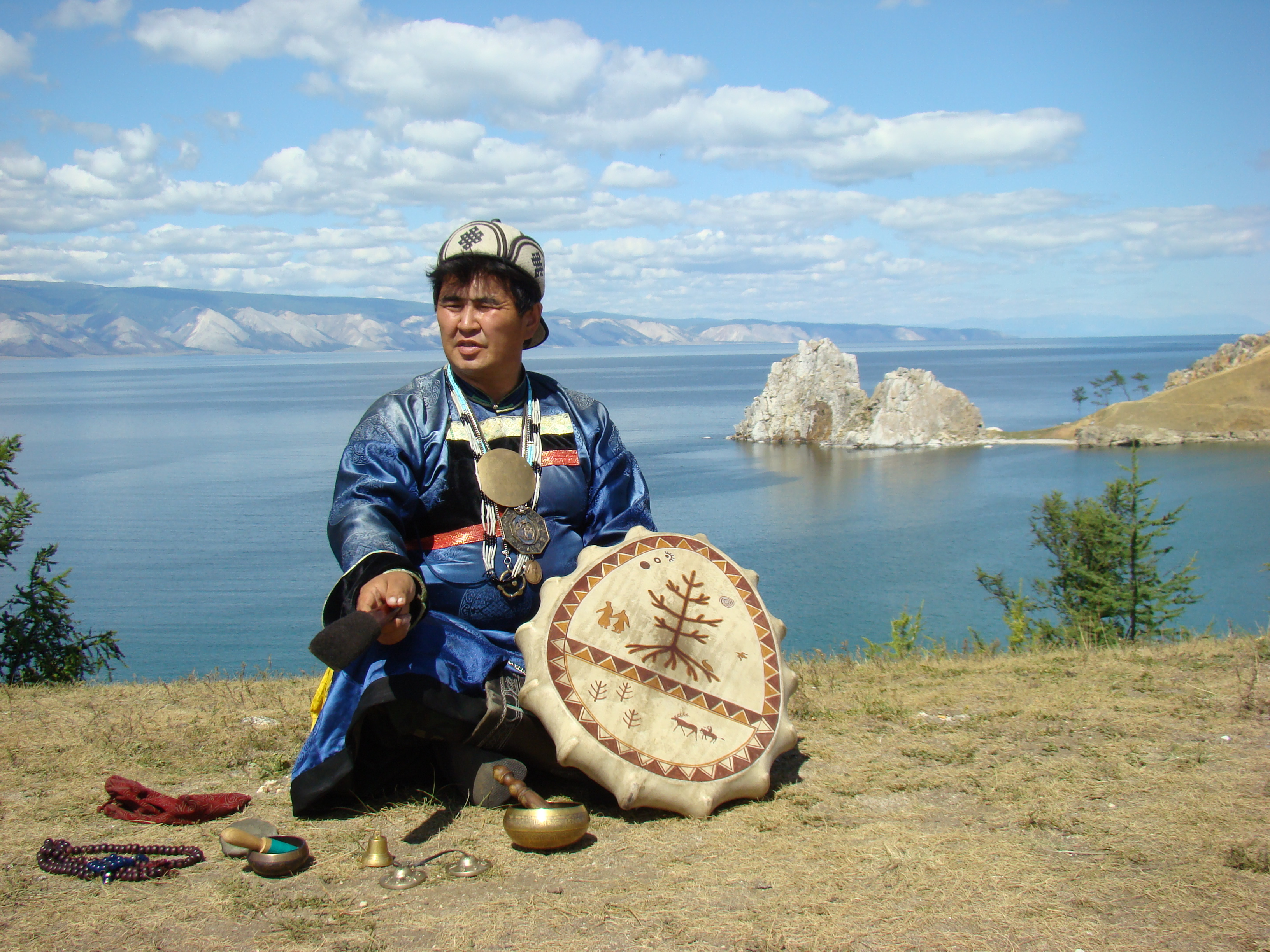
Hoofdsjamaan van Olchon, 2010
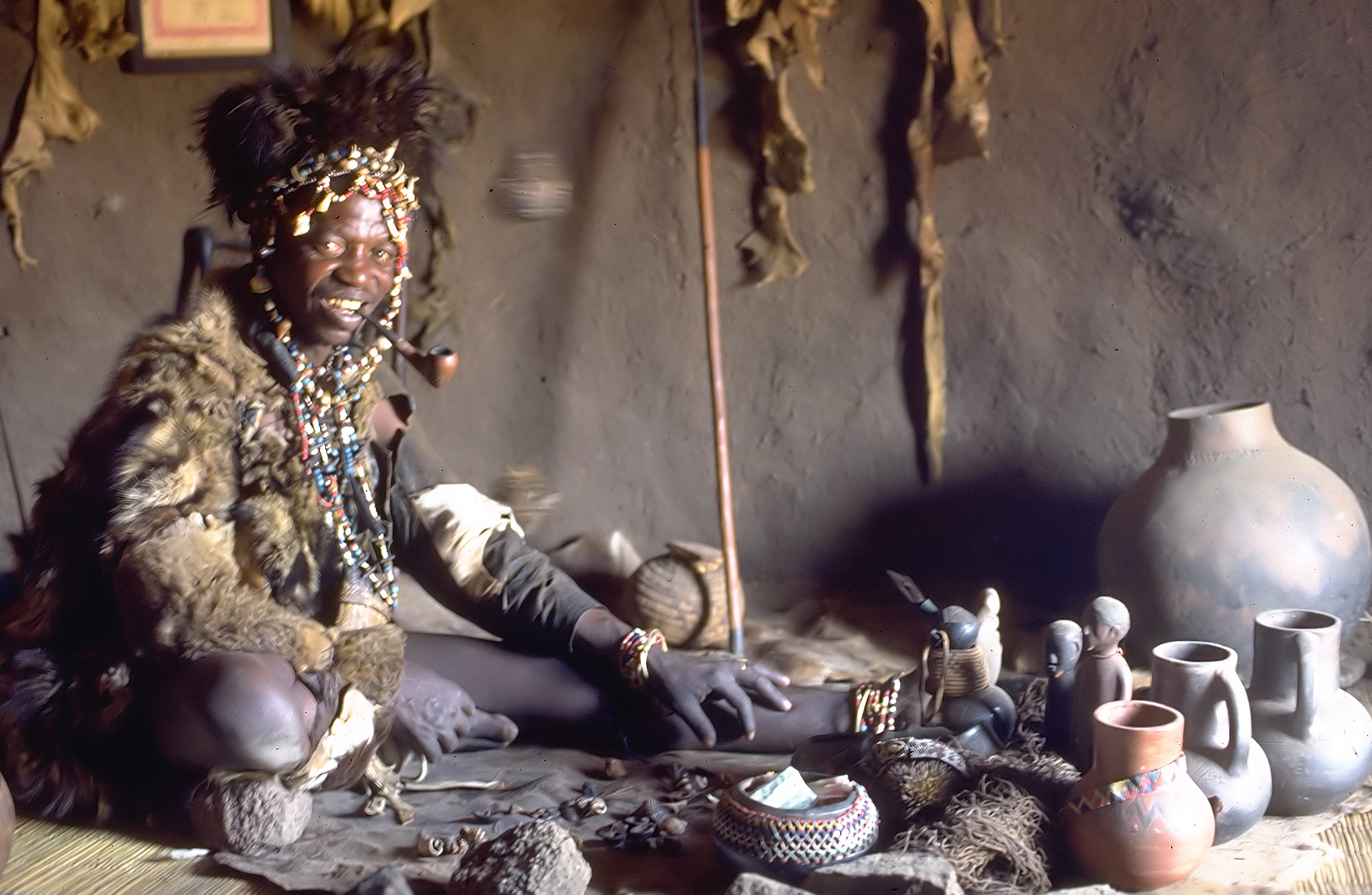
Medicijnman van de Shona uit Zimbabwe
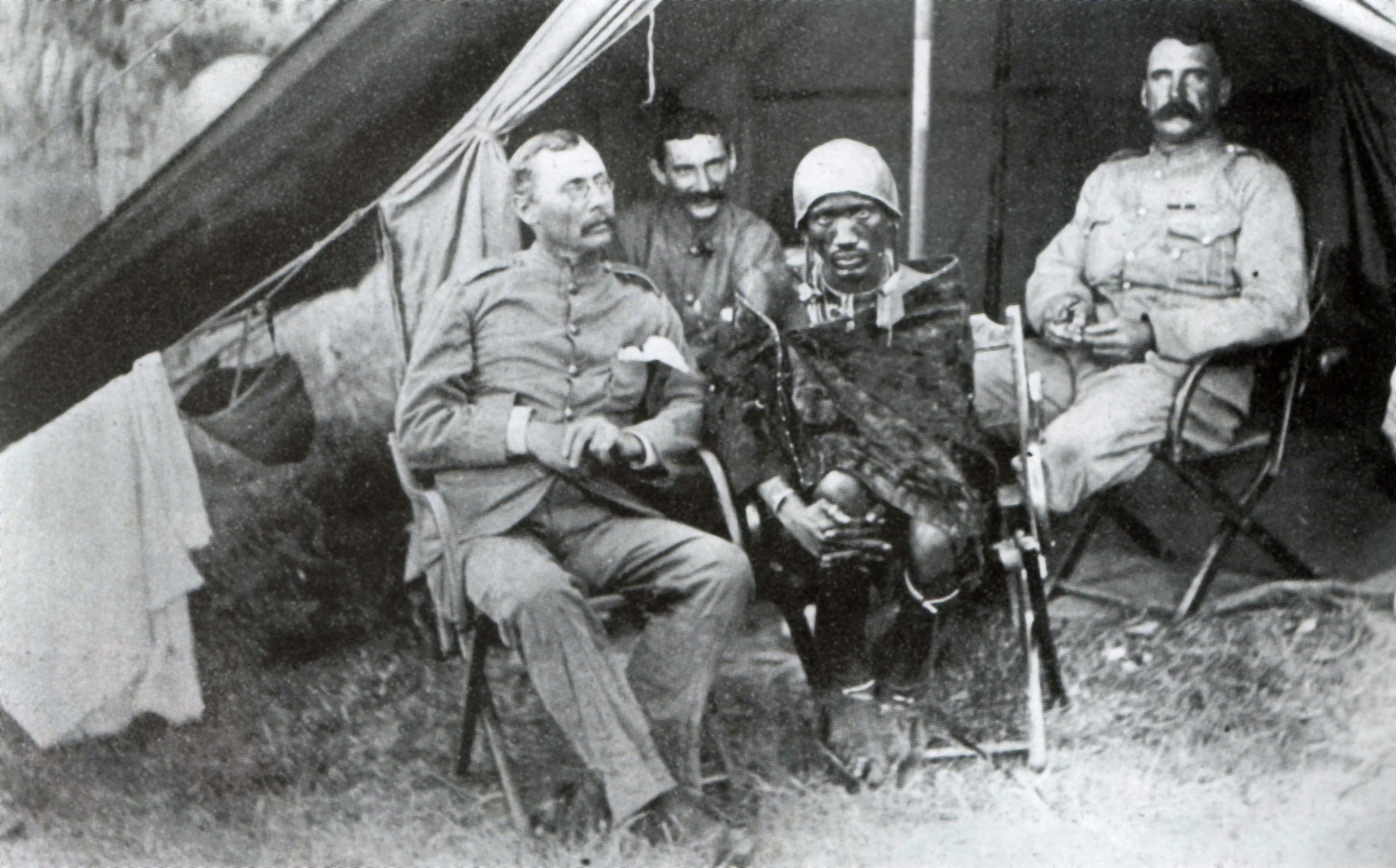
Lenana, zoon van Batian; hoofd medicijnman bij de Masai, ca. 1890
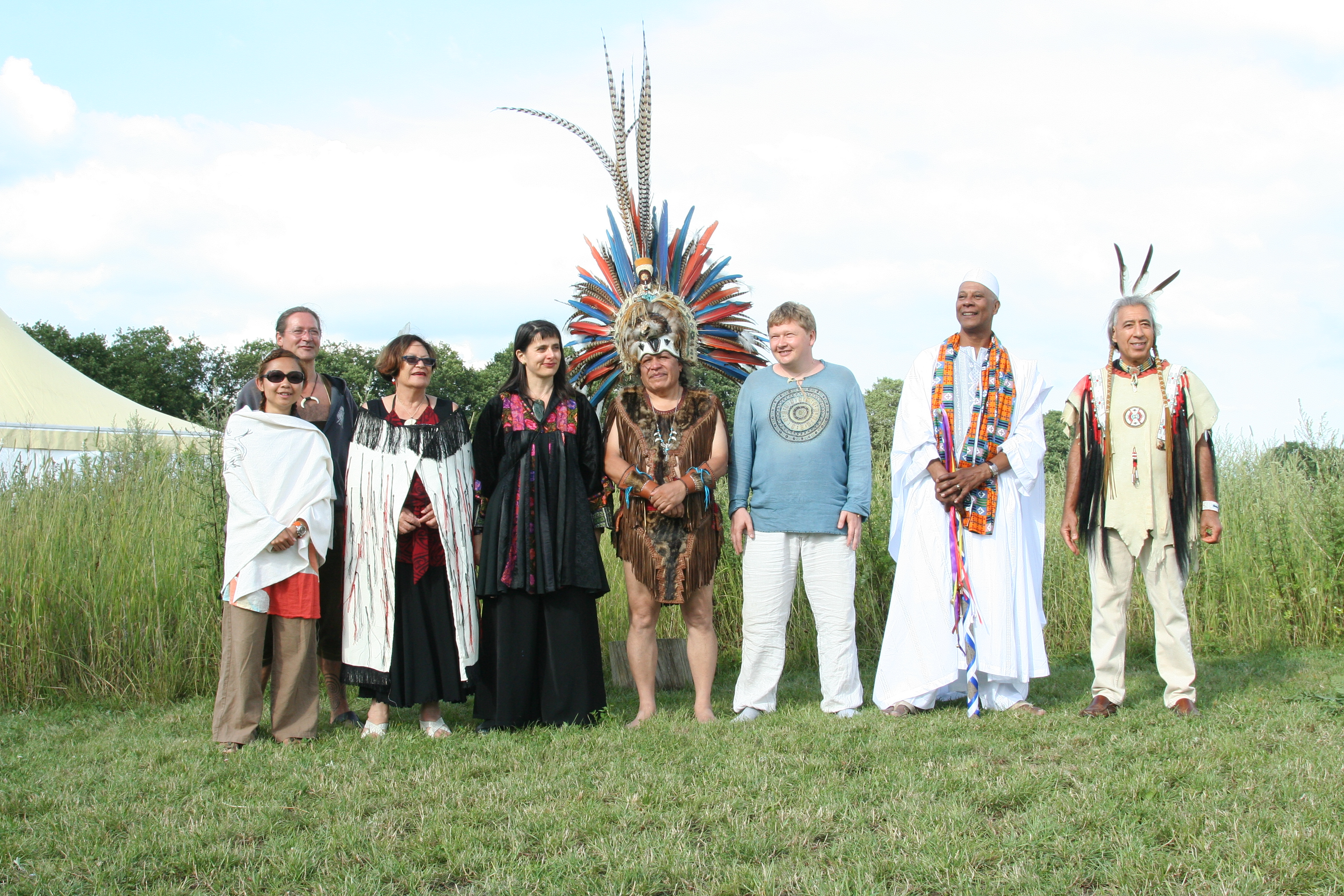
Sjamanen uit verschillende culturen op Shamanic Teachings in Nederland
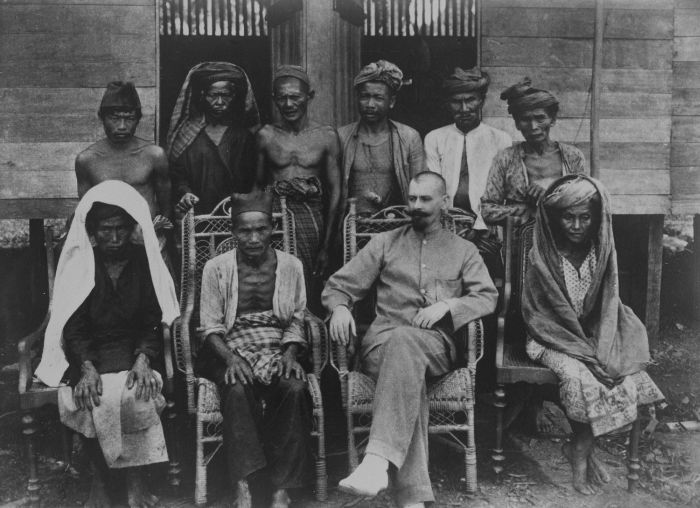
Dr. J.P. Kleiweg de Zwaan in een groep doekoens in Taloek tijdens de Centraal-Sumatra expeditie
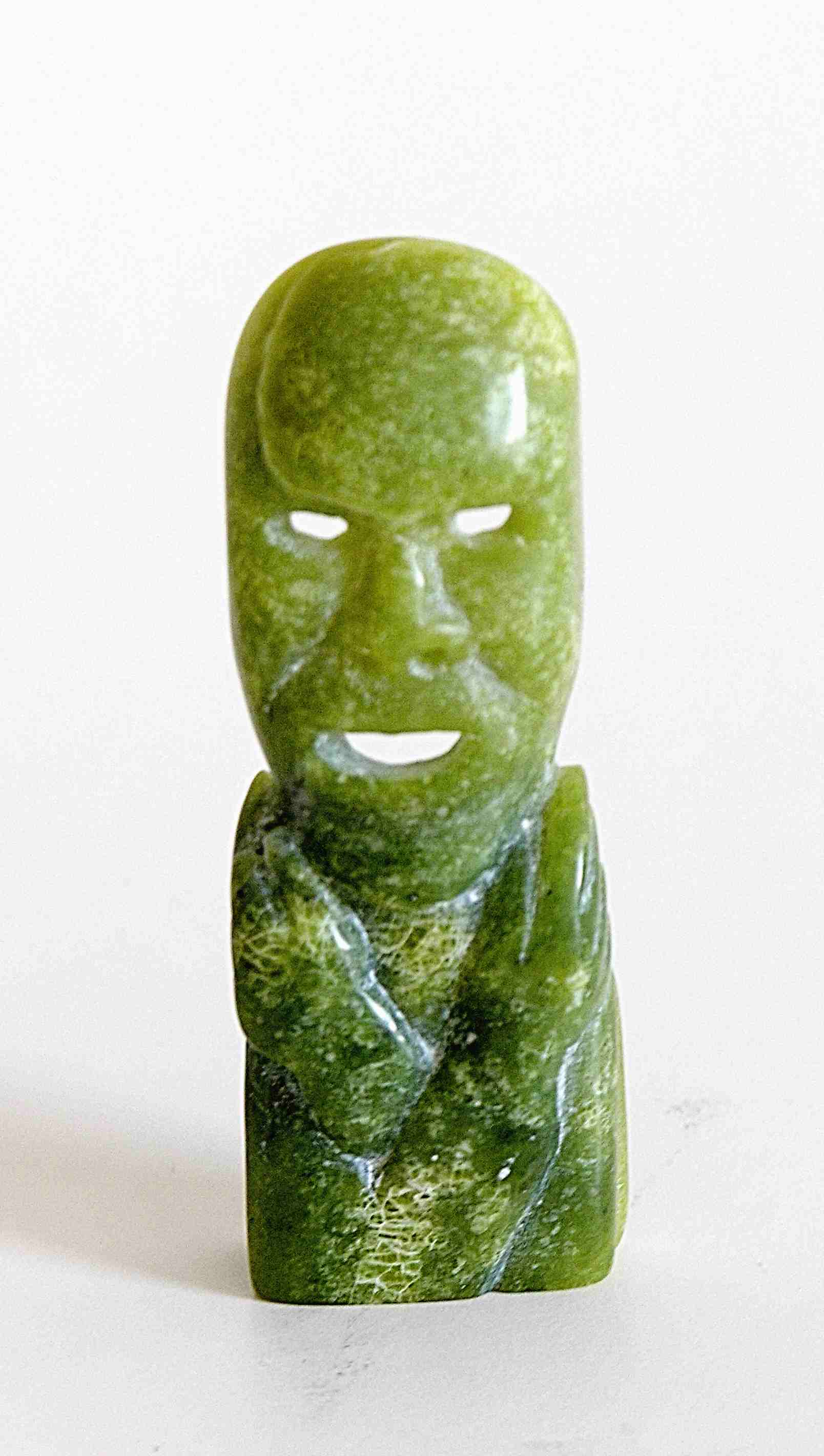
Masker uit de Dorsetcultuur; een aanwijzing voor een actieve sjamanistische traditie
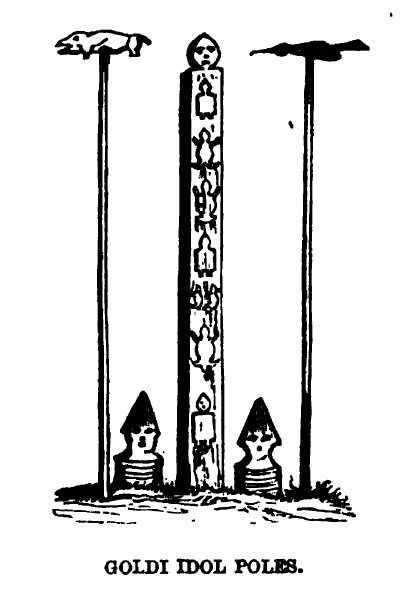
Totempalen van de Nanai bij de Amoer, ca. 1854-1860
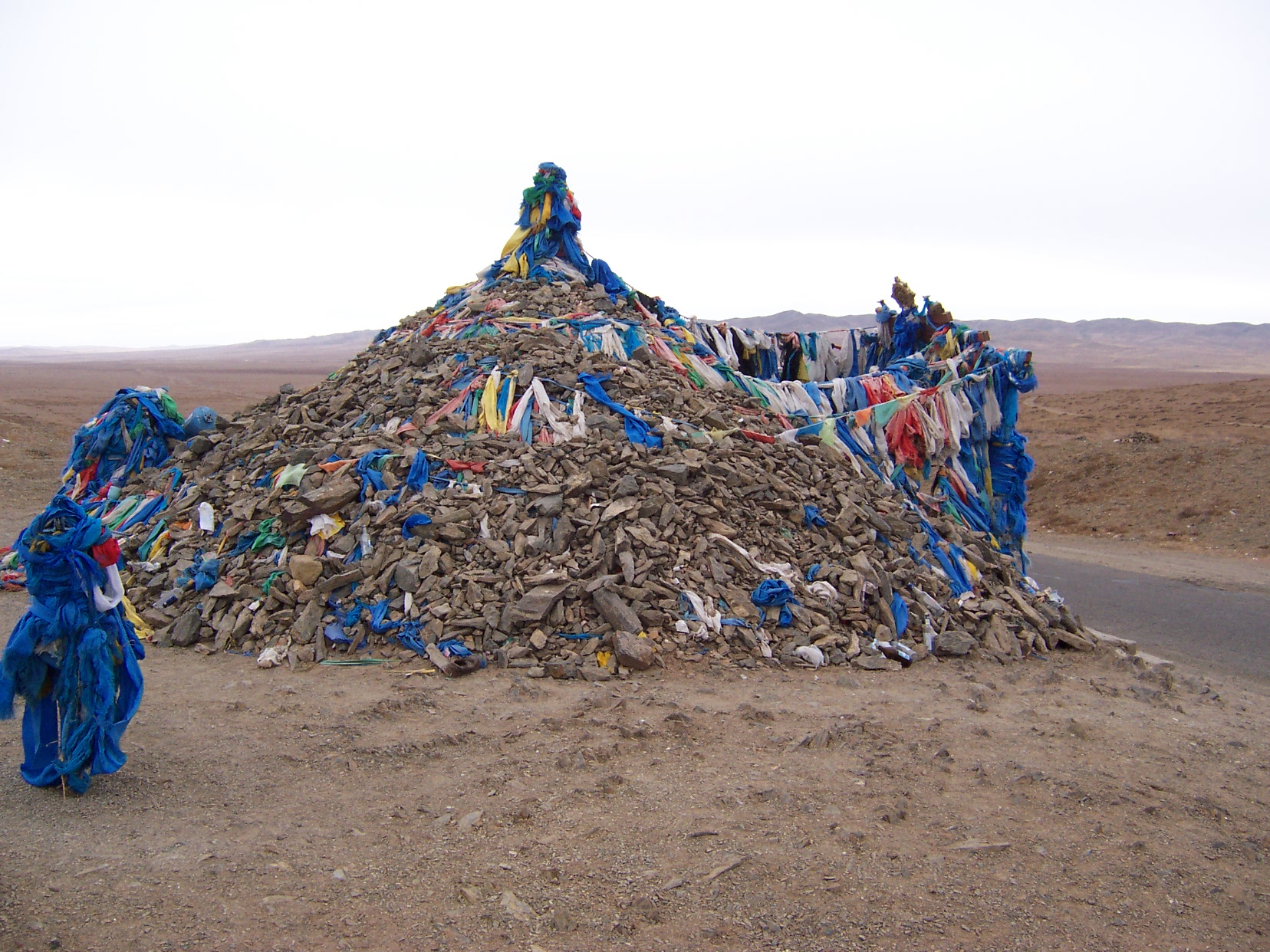
Ovoo in Mongolië